# Gnophos desperataria
Gnophos desperataria là một loài bướm đêm trong họ Geometridae.